# 严仁荫
严仁荫（1908年—1977年3月17日），男，天津人，中国分析化学家，北京大学教授、曾任北京大学化学系副主任，中国化学会常务理事。